# Chamberaud
Chamberaud est une commune française située dans le département de la Creuse, en région Nouvelle-Aquitaine.

## Géographie

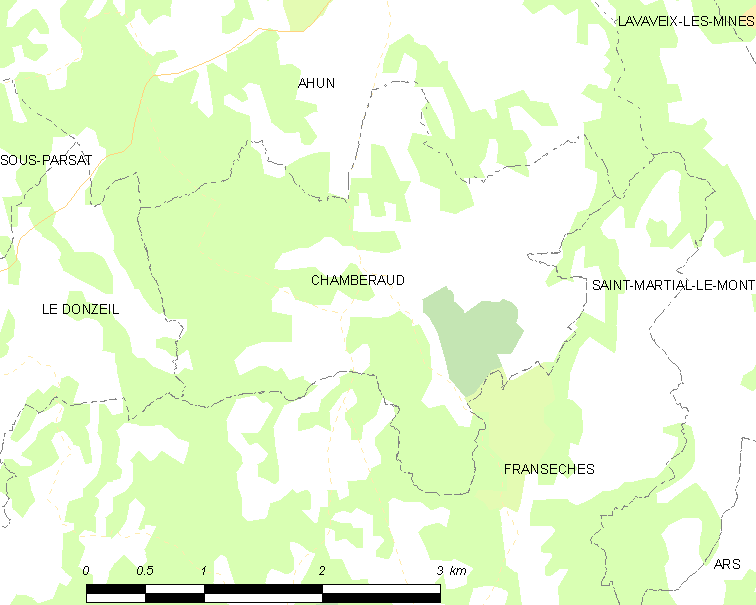
Carte de la commune.

|            | Ahun       |  |
| Le Donzeil | Chamberaud |  |
|            | Fransèches |  |

### Climat
Pour des articles plus généraux, voir Climat de la Nouvelle-Aquitaine et Climat de la Creuse.
Historiquement, la commune est exposée à un climat montagnard.  
En 2020, Météo-France publie une typologie des climats de la France métropolitaine dans laquelle la commune est exposée à un climat de montagne et est dans la région climatique  Ouest et nord-ouest du Massif Central, caractérisée par une pluviométrie annuelle de 900 à 1 500 mm, maximale en automne et en hiver.
Pour la période 1971-2000, la température annuelle moyenne est de 10,1 °C, avec  une amplitude thermique annuelle de 15 °C. Le cumul annuel moyen de précipitations est de 1 063 mm, avec 12,6 jours de précipitations en janvier et 8 jours en juillet. Pour la période 1991-2020, la température moyenne annuelle observée sur la station météorologique la plus proche, située sur la commune d'Aubusson à 14 km à vol d'oiseau, est de 10,1 °C et le cumul annuel moyen de précipitations est de 939,1 mm,. Pour l'avenir, les paramètres climatiques de la commune estimés pour 2050 selon différents scénarios d’émission de gaz à effet de serre sont consultables sur un site dédié publié par Météo-France en novembre 2022.

## Urbanisme

### Typologie
Au 1er janvier 2024, Chamberaud est catégorisée commune rurale à habitat dispersé, selon la nouvelle grille communale de densité à 7 niveaux définie par l'Insee en 2022.
Elle est située hors unité urbaine. Par ailleurs la commune fait partie de l'aire d'attraction de Guéret, dont elle est une commune de la couronne,. Cette aire, qui regroupe 72 communes, est catégorisée dans les aires de moins de 50 000 habitants,.

### Occupation des sols
L'occupation des sols de la commune, telle qu'elle ressort de la base de données européenne d’occupation biophysique des sols Corine Land Cover (CLC), est marquée par l'importance des forêts et milieux semi-naturels (55,6 % en 2018), une proportion sensiblement équivalente à celle de 1990 (55,7 %). La répartition détaillée en 2018 est la suivante : 
forêts (55,6 %), prairies (35,6 %), zones agricoles hétérogènes (8,9 %). L'évolution de l’occupation des sols de la commune et de ses infrastructures peut être observée sur les différentes représentations cartographiques du territoire : la carte de Cassini (XVIIIe siècle), la carte d'état-major (1820-1866) et les cartes ou photos aériennes de l'IGN pour la période actuelle (1950 à aujourd'hui).

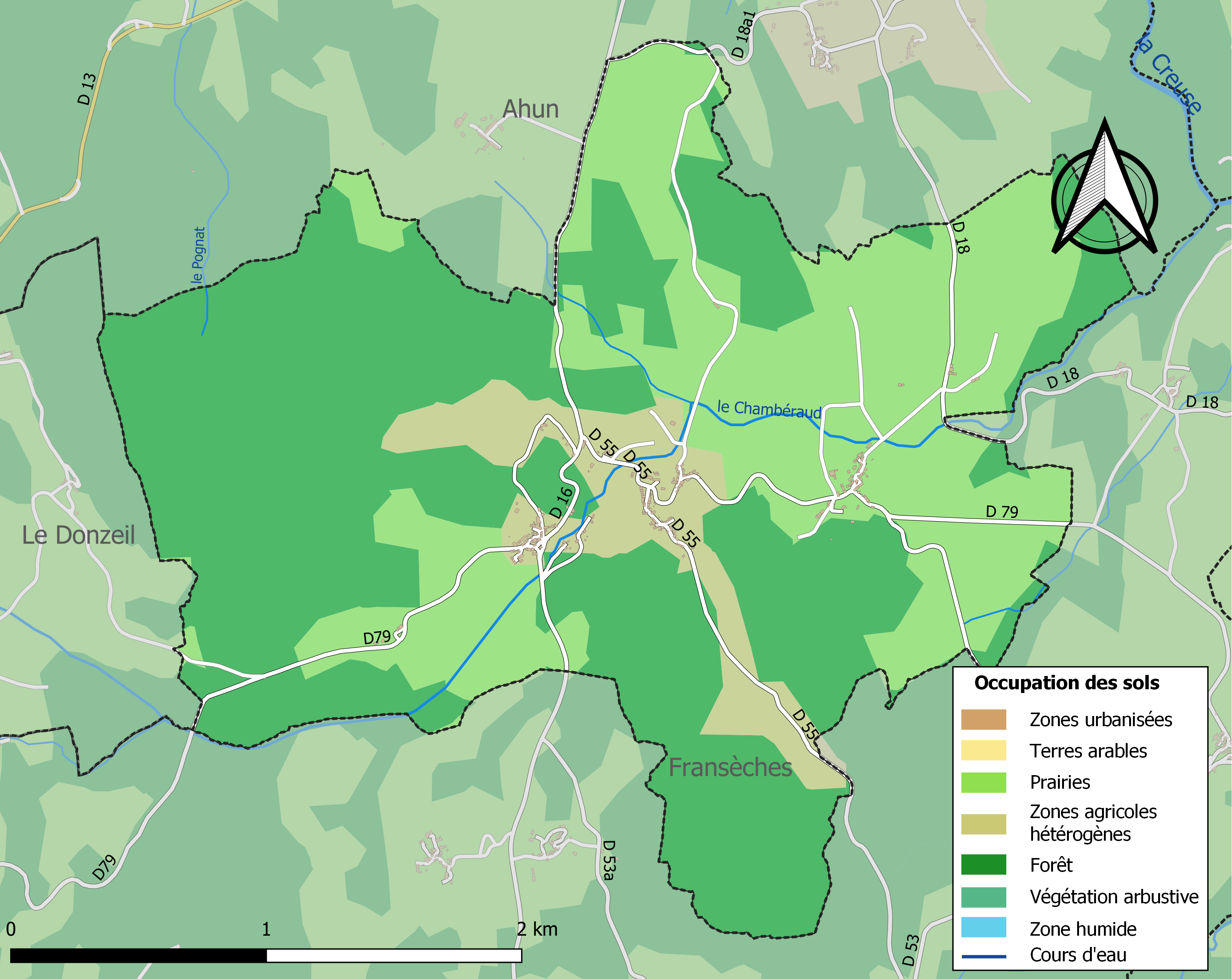
Carte des infrastructures et de l'occupation des sols de la commune en 2018 (CLC).

### Risques majeurs
Le territoire de la commune de Chamberaud est vulnérable à différents aléas naturels : météorologiques (tempête, orage, neige, grand froid, canicule ou sécheresse) et séisme (sismicité faible). Il est également exposé à un risque particulier : le risque de radon. Un site publié par le BRGM permet d'évaluer simplement et rapidement les risques d'un bien localisé soit par son adresse soit par le numéro de sa parcelle.

#### Risques naturels

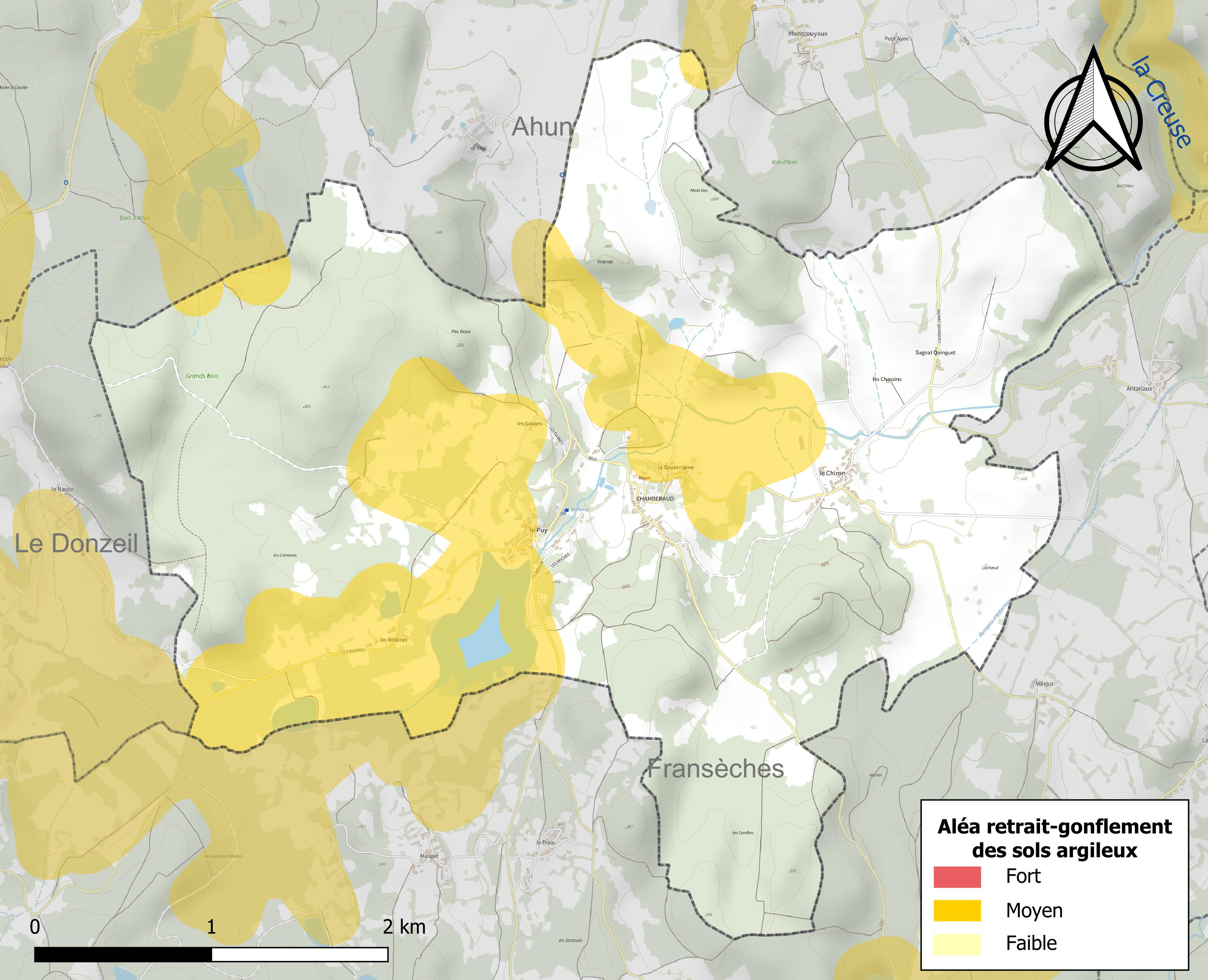
Carte des zones d'aléa retrait-gonflement des sols argileux de Chamberaud.

Le retrait-gonflement des sols argileux est susceptible d'engendrer des dommages importants aux bâtiments en cas d’alternance de périodes de sécheresse et de pluie. 24,3 % de la superficie communale est en aléa moyen ou fort (33,6 % au niveau départemental et 48,5 % au niveau national). Sur les 98 bâtiments dénombrés sur la commune en 2019, 34 sont en aléa moyen ou fort, soit 35 %, à comparer aux 25 % au niveau départemental et 54 % au niveau national. Une cartographie de l'exposition du territoire national au retrait gonflement des sols argileux est disponible sur le site du BRGM,.
Par ailleurs, afin de mieux appréhender le risque d’affaissement de terrain, l'inventaire national des cavités souterraines permet de localiser celles situées sur la commune.
La commune a été reconnue en état de catastrophe naturelle au titre des dommages causés par les inondations et coulées de boue survenues en 1982 et 1999. Concernant les mouvements de terrains, la commune a été reconnue en état de catastrophe naturelle au titre des dommages causés par des mouvements de terrain en 1999.

#### Risque particulier
Dans plusieurs parties du territoire national, le radon, accumulé dans certains logements ou autres locaux, peut constituer une source significative d’exposition de la population aux rayonnements ionisants. Certaines communes du département sont concernées par le risque radon à un niveau plus ou moins élevé. Selon la classification de 2018, la commune de Chamberaud est classée en zone 3, à savoir zone à potentiel radon significatif.

## Toponyme
Le toponymiste Ernest Nègre, dit : Chambereau (1229), de cambarello, de l'occitan « qui a de longue jambes ».

## Les Templiers et les Hospitaliers
Peut-être fondée en 1193, une commanderie templière se dressait sur le promontoire naturel du bourg actuel. La plus ancienne date avérée relative à l'existence de la maison du Temple de Chamberaud remonte aux environs de 1258,. Par ailleurs, un accord de 1282 entre l'évêque de Limoges et le maître de la province templière du Limousin donne la chapelle de Chamberaud comme étant démembrée de la paroisse de Fransèches,. La commanderie est citée plusieurs fois dans les interrogatoires au cours du procès de l'ordre du Temple. Les annexes de Chamberaud à l'époque des Templiers étaient Fransèches, La Pouge, Lépinas et Montbut (commune de La Brionne, anct. Saint-Sulpice-le-Guérétois).
En 1312, l'ordre du Temple est dissous : comme tous les biens des Templiers, la commanderie de Chamberaud est dévolue à l'ordre de Saint-Jean de Jérusalem. Durant la période hospitalière qui s'ensuit, cette commanderie fait partie du grand prieuré d'Auvergne, elle a sept moulins et deux membres qui sont Sous-Parsat et La Pouge. 
Il semblerait que la commanderie connaisse un fort déclin au cours du XVe et du XVIe siècle. Deux terriers indiquent que les bâtiments commencent à tomber en ruines entre 1556 et 1617. Les pierres de ceux-ci sont largement réutilisées dans la construction du Bourg, comme en témoignent quelques sculptures et blasons intégrés aux bâtiments.
La commanderie tombe lentement en ruines. Seule subsiste la chapelle et une tour carrée au bout de celle-ci, transformée en clocher en 1877. Malgré tout, elle se dégrade. Elle est définitivement restaurée vers 1990.

## Politique et administration
À l'issue de nouvelles élections (à la suite du décès de son ancien maire Mr André Roudier), Michel Giron a été élu maire de la commune.
En 2014, les nouvelles élections municipales reconduisent Michel Giron en tant que Maire de la commune. À la suite de réformes nationales, le conseil municipal passe de 11 à 7 conseillers.

### Liste des maires
| Période                                  | Période  | Identité      | Étiquette | Qualité  |
| ---------------------------------------- | -------- | ------------- | --------- | -------- |
| ....                                     | ....     | André Roudier |           |          |
| ....                                     | En cours | Michel Giron  | SE        | Retraité |
| Les données manquantes sont à compléter. |          |               |           |          |

## Démographie
L'évolution du nombre d'habitants est connue à travers les recensements de la population effectués dans la commune depuis 1793. Pour les communes de moins de 10 000 habitants, une enquête de recensement portant sur toute la population est réalisée tous les cinq ans, les populations de référence des années intermédiaires étant quant à elles estimées par interpolation ou extrapolation. Pour la commune, le premier recensement exhaustif entrant dans le cadre du nouveau dispositif a été réalisé en 2006.

En 2022, la commune comptait 97 habitants, en évolution de −4,9 % par rapport à 2016 (Creuse : −3,32 %, France hors Mayotte : +2,11 %).
| 1793 | 1800 | 1806 | 1821 | 1831 | 1836 | 1841 | 1846 | 1851 |
| ---- | ---- | ---- | ---- | ---- | ---- | ---- | ---- | ---- |
| 400  | 414  | 527  | 522  | 420  | 446  | 437  | 428  | 452  |

| 1856 | 1861 | 1866 | 1872 | 1876 | 1881 | 1886 | 1891 | 1896 |
| ---- | ---- | ---- | ---- | ---- | ---- | ---- | ---- | ---- |
| 457  | 429  | 404  | 412  | 369  | 431  | 412  | 393  | 401  |

| 1901 | 1906 | 1911 | 1921 | 1926 | 1931 | 1936 | 1946 | 1954 |
| ---- | ---- | ---- | ---- | ---- | ---- | ---- | ---- | ---- |
| 403  | 408  | 402  | 307  | 308  | 310  | 302  | 222  | 153  |

| 1962 | 1968 | 1975 | 1982 | 1990 | 1999 | 2006 | 2011 | 2016 |
| ---- | ---- | ---- | ---- | ---- | ---- | ---- | ---- | ---- |
| 148  | 129  | 96   | 125  | 113  | 121  | 114  | 96   | 102  |

| 2021 | 2022 | - | - | - | - | - | - | - |
| ---- | ---- | - | - | - | - | - | - | - |
| 97   | 97   | - | - | - | - | - | - | - |

## Culture locale et patrimoine

### Lieux et monuments

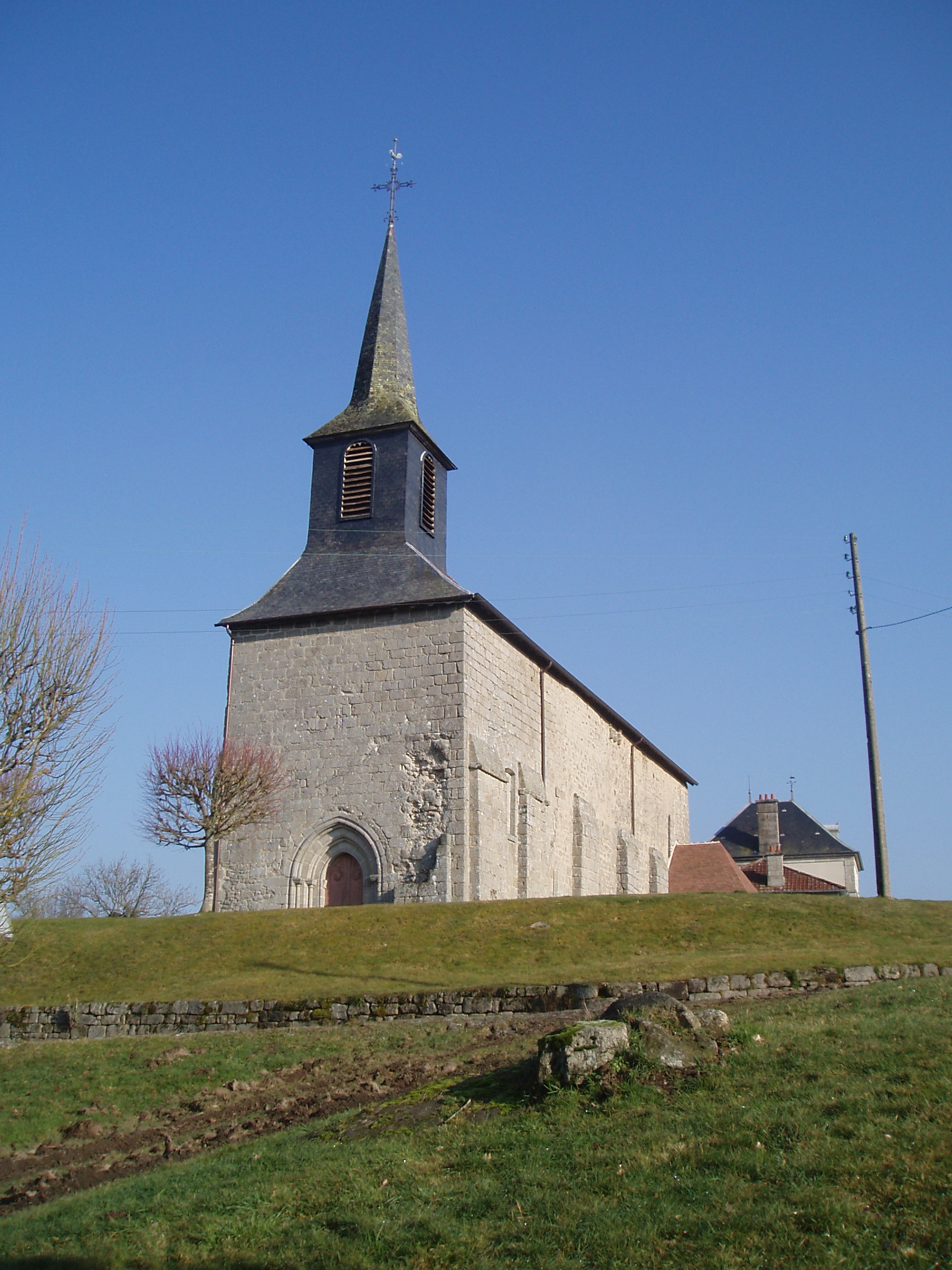
L'église paroissiale de Chamberaud.

- Dans le bourg subsiste la chapelle de la commanderie. Devenue l'église de la commune, le clocher est une modification de 1877 sur une tour carrée préexistante. L'ensemble a conservé une église remarquable dont les voûtes d'ogives sont en chêne XVIIIe siècle. Quelques vestiges sont réutilisés dans les murs du bâtiment : cadrans solaires et clés de voûte. L’église Saint-Blaise est classée au titre des monuments historiques en 1991[33].
- Sur la route de Saint-Sulpice-les-Champs, un étang au cadre verdoyant de 16 ha est réservé aux pêcheurs.